# Филипп III д’Эврё (король Наварры)
Филипп III д’Эврё (фр. Philippe III d'Évreux, исп. Felipe III de Evreux; 27 марта 1306 — 23 сентября 1343, Херес-де-ла-Фронтера, Андалусия, Испания) — граф д’Эврё и де Лонгвиль с 1319 года, король Наварры с 1328 года, пэр Франции. Происходил из боковой ветви династии Капетингов — дома Эврё.

## Биография

### Правление

Герб Филиппа д’Эврё

Филипп III был вторым сыном графа д’Эврё Людовика Французского и Маргариты д’Артуа, дочери сеньора Конша Филиппа д’Артуа. После смерти отца в 1319 году его владения были разделены между двумя сыновьями. Старший из сыновей, Карл, получил графство Этамп, а младший, Филипп, унаследовал графства Эврё и Лонгвиль.
В 1328 году умер король Франции и Наварры Карл IV Красивый. Новым королём Франции был избран его двоюродный брат, Филипп VI де Валуа. Однако ассамблея наваррской знати отказалась признать королём Филиппа VI. Своей королевой знать признала Жанну, дочь короля Людовика X Сварливого, отстранённую после смерти отца в 1316 году от прав на французский престол, и её мужа Филиппа д’Эврё. 5 марта 1329 года Филипп и Жанна в соборе Санта-Мария-ла-Реаль в Памплоне были коронованы епископом Памплоны Арнальдо де Барбазаном как король и королева Наварры. Таким образом королевство Наварра снова стало самостоятельным. Король Франции Филипп VI признал это избрание, однако в 1335 году Филипп и Жанна были вынуждены отказаться от прав на французские графства Шампань и Бри, присоединённых к домену короля Франции. Взамен по соглашению, заключённому 14 марта 1336 года, за Филиппом были окончательно закреплены графства Ангулем и Мортен (возведённое в статус пэрства), полученные им в 1318 году как приданое жены, а также замки Бенон в Онисе и Фонтене-ле-Абаттю в Пуату.
При этом Филипп сохранял хорошие отношения со своим двоюродным братом и сюзереном по французским владениям, королём Франции Филиппом VI. В 1328 году Филипп д’Эврё принял участие в походе Филиппа VI во Фландрию против восставших фламандцев. 23 августа он командовал пятой линией французской армии в битве при Касселе. После подавления восстания Филипп д’Эврё возвратился в Наварру. Однако вскоре он отправился в Париж. Ему гораздо больше нравилось находиться при французском дворе, чем в Наварре, из-за чего в Наварре усилилось значение местной знати.
В 1329 году Филипп сопровождал короля в Амьен, где король Англии Эдуард III приносил оммаж за Гиень.
В 1331 году Филипп стал членом совета короля Франции.
В 1335 году Филипп воевал против короля Арагона Педро IV, но в итоге между королями был заключён мир, скрепленный браком Педро и одной из дочерей Филиппа.
В марте 1336 года Филипп сопровождал короля Франции в Авиньон к папе Бенедикту XII, где было принято решение об организации крестового похода для отвоевания Иерусалимского королевства. Однако из-за начала Столетней войны крестовый поход так и не состоялся.
После начала Столетней войны Филипп участвовал в конфликте на стороне Франции. Осенью 1339 года он защищал осаждённый английской армией Камбре. В 1340 году Филипп захватил Тюн-Л’Эвек, после чего пришёл на помощь осаждённому Турне.
В 1342 году Филипп по призыву короля Кастилии и Леона Альфонсо XI отправился в Испанию, чтобы принять участие в Реконкисте. Он снарядил в Нормандии флот, который перевёз в Гранаду рыцарей из Франции, Гаскони и Наварры. В 1343 году Филипп принял участие в осаде Альхесираса, однако получил при этом тяжёлую рану, от которой 23 сентября умер в Хересе.

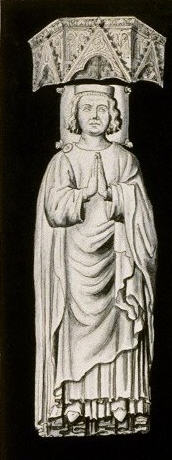
Надгробие Филиппа III д’Эврё

### Брак и дети

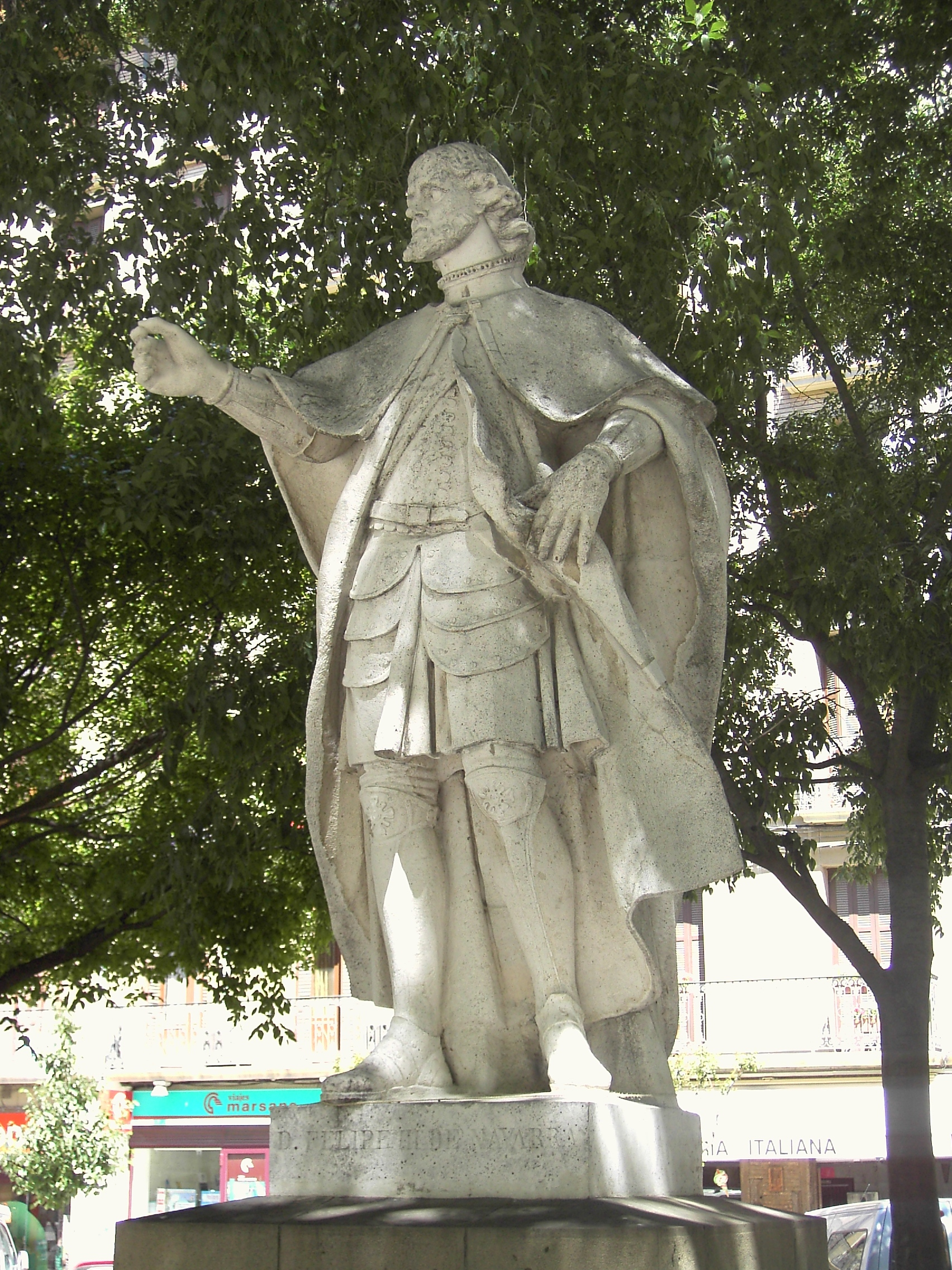
Памятник Филиппу III д’Эврё в Памплоне

Жена: с 18 июня 1318 года Жанна (Хуанна) II Французская (28 января 1312 — 6 октября 1349), королева Наварры с 1328 года, дочь Людовика X Сварливого, короля Франции и Наварры, и Маргариты Бургундской, дочери герцога Бургундии Роберта II. Дети:
- Мария (ок. 1330 — 29 апреля 1347); муж: с 23 июля 1338 года — король Арагона Педро IV Церемонный (5 сентября 1319 — 5 января 1387)
- Бланка (Бланш) (1331 — 5 октября 1398); муж: с 11 января 1350 года — король Франции Филипп VI (1293 — 22 августа 1350),
- Карл II Злой (17 мая 1332 — 1 января 1387), король Наварры с 1349 года
- Агнесса (Аньес) (1334 — 4 февраля 1396); муж: с 4 августа 1349 года (развод декабрь 1362) — граф де Фуа и виконт де Беарн Гастон III Феб (30 апреля 1331 — 1 августа 1391)
- Филипп (ок. 1336 — 29 августа 1363), граф де Лонгвиль с 1343 года
- Жанна (1338 — 3 июля 1387), монахиня
- Жанна (ок. 1339 — 20 ноября 1403); муж: с 1373/1377 года — виконт де Роган Жан I (ок. 1329 — после 24 февраля 1396)
- Людовик (1341—1376), граф де Бомон-ле-Роже